# Chelsea Hodges
Chelsea Hodges (27 juni 2001) is een Australische zwemster. Ze vertegenwoordigde haar vaderland op de Olympische Zomerspelen 2020 in Tokio.

## Carrière
Bij haar internationale debuut, op de Olympische Zomerspelen van 2020 in Tokio, werd Hodges uitgeschakeld in de halve finales van de 100 meter schoolslag. Op de 4×100 meter wisselslag veroverde ze samen met Kaylee McKeown, Emma McKeon en Cate Campbell de gouden medaille.

## Internationale toernooien
| Jaar | Olympische Spelen                      | WK langebaan | WK kortebaan   | PanPacs | Gemenebestspelen |
| ---- | -------------------------------------- | ------------ | -------------- | ------- | ---------------- |
| 2021 | 9e 100m schoolslag · 4×100m wisselslag |              | 13-18 december |         |                  |

## Persoonlijke records
Bijgewerkt tot en met 13 juni 2021
Kortebaan
| Afstand         | Tijd    | Datum            | Plaats    |
| --------------- | ------- | ---------------- | --------- |
| 50m schoolslag  | 29,86   | 26 november 2020 | Melbourne |
| 100m schoolslag | 1.05,00 | 27 november 2020 | Melbourne |

Langebaan
| Afstand         | Tijd    | Datum         | Plaats     |
| --------------- | ------- | ------------- | ---------- |
| 50m schoolslag  | 30,20   | 15 april 2021 | Gold Coast |
| 100m schoolslag | 1.05,99 | 13 juni 2021  | Adelaide   |